# Prophyllocnistis
Prophyllocnistis là một chi bướm đêm thuộc họ Gracillariidae.

## Các loài
- Prophyllocnistis epidrimys Davis, 1994